# پیمان تیلسیت

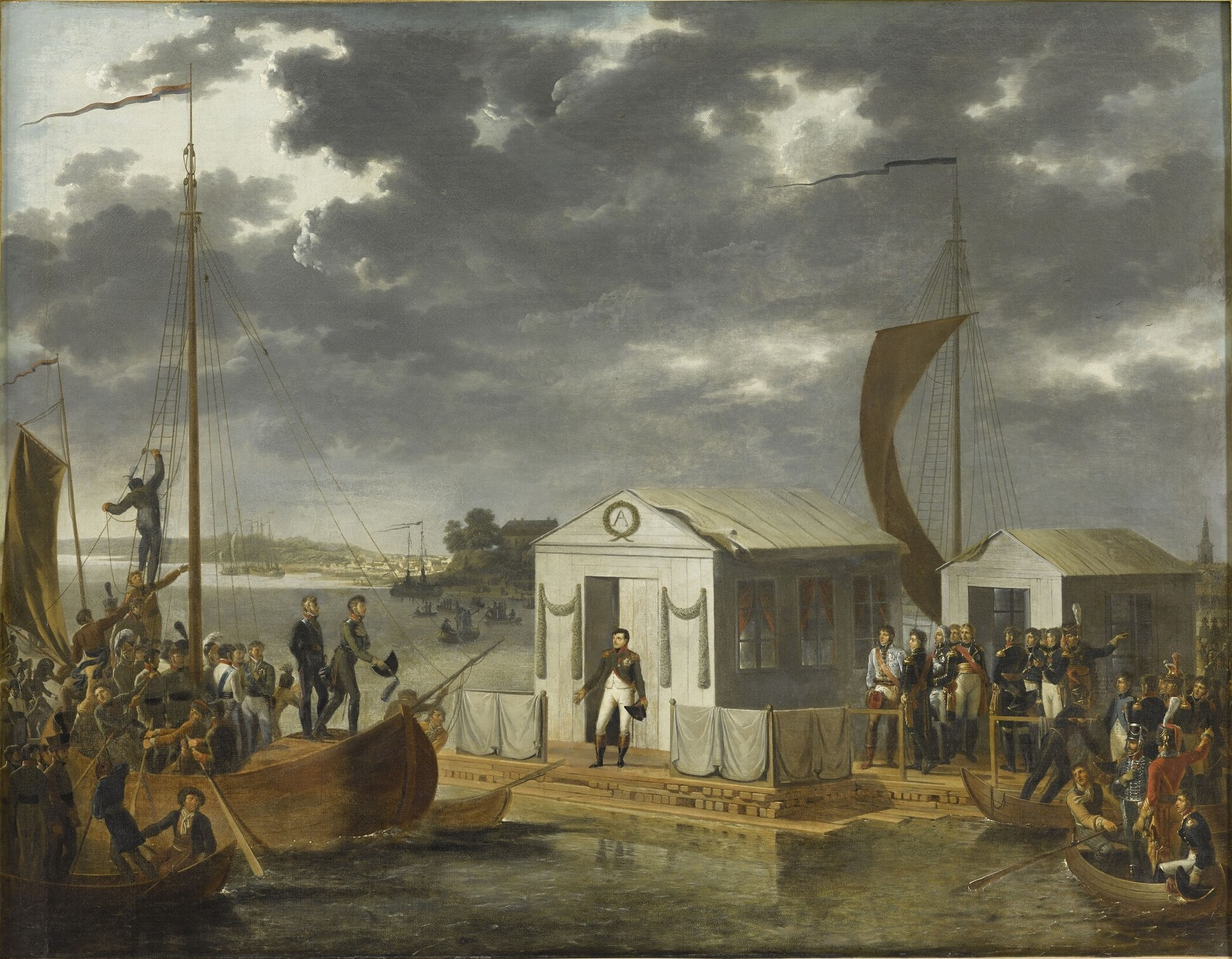
دیدار دو امپراتور بر روی کوشکی که روی یک کرجی در میانه رود نمان بر پا شده بود.

پیمان تیلسیت، نام دو موافقت‌نامه بود که پس از پیروزی در نبرد فریدلند از سوی ناپلئون بناپارت امپراتور فرانسه در شهرکی به همین نام (که امروزه سووتسک نامیده می‌شود) در سال ۱۸۰۷ میلادی به امضاء رسید.
نخستین پیمان در تاریخ هفتم ژوئیه میان ناپلئون و الکساندر یکم تزار امپراتوری روسیه بر روی رود نمان روی یک کرجی امضاء شد. پیمان دوم هم در تاریخ نهم ژوئیه با پادشاهی پروس بسته شد.
فرانسه با امضای این پیمان‌ها، ایران و عثمانی را که پیش از آن به موجب پیمان‌نامه‌هایی با فرانسه (از جمله فینکنشتاین) به یاری فرانسه امیدوار بودند در برابر تجاوزات روسیه تنها گذاشت و پایه‌گذار از دست دادن مناطقی از ایران در قفقاز همچون کشورهای کنونی جمهوری آذربایجان، گرجستان و ارمنستان شد.